# Караганка (приток Суундука)
Караганка — река в России, протекает в Оренбургской области. Устье реки находится в 15 км по левому берегу реки Суундук (Ириклинское водохранилище). Длина реки составляет 30 км. Правые притоки — Чилижный и Кызылсай. Название реки сопоставимо с казахским караган — «дикая акация».

## Данные водного реестра
По данным государственного водного реестра России относится к Уральскому бассейновому округу, водохозяйственный участок реки — Урал от Магнитогорского гидроузла до Ириклинского гидроузла. Речной бассейн реки — Урал (российская часть бассейна).
Код объекта в государственном водном реестре — 12010000312112200002745.